# Саладо (культура)
Культура Саладо (от названия Солёной реки, англ. Salt River, исп. Rio Salado) — условное обозначение смешанной археологической культуры (сочетавшей в себе традиции культур анасази, могольон и хохокам), существовавшей в бассейне реки Тонто (юго-восток штата Аризона, около 80 миль на восток от Финикса) в период около 1150—1450 гг. Некоторые археологи предпочитают использовать термин «горизонт Саладо» для описания совокупности характеристик, свойственных данной культуре.
Среди характерных особенностей данной культуры — полихромная керамика Саладо, поселения внутри стен из самана, и захоронение мертвых (а не кремация). Носители культуры Саладо были земледельцами, использовали простейшие методы ирригации для орошения полей, где росли кукуруза, бобы, тыква, амарант и хлопок. Они также охотились на местную дичь, собирали бутоны, листья и корни дикорастущих растений. Люди Саладо торговали с другими культурами, о чём говорят археологические находки раковин из Калифорнийского залива и перьев попугая из Мексики.

## Скальные жилища
Большинство скальных жилищ культуры Саладо, расположенных в долине реки, в настоящее время затоплены водохранилищем имени Теодора Рузвельта. С другой стороны, сохранились жилища, расположенные на возвышенностях.
Скальные жилища Тонто были построены в природных углублениях в алевролитовых скалах в бассейне Тонто. Индейцы культуры Саладо использовали землю и камни для сооружения многоэтажных зданий-пуэбло. Нижнее скальное жилище состояло из 16 комнат на первом этаже, из них 3 комнаты имели также второй этаж. Рядом с главным сооружением находилась пристройка из 12 комнат. Верхнее скальное жилище состояло из 32 комнат на первом этаже, из них 8 комнат имели второй этаж.

## Материальная культура
Полихромная керамика Саладо играла как утилитарную, так и декоративную роль. Общепризнано три стиля полихромной керамики Саладо: Пинто, Гила и Тонто. Все три стиля использовали в оформлении красный, белый и чёрный цвета. Пинто, самый ранний, был известен благодаря таким особенностям оформления, как нанесение тонких белых полосок на внутренние стороны чаш и использование чёрной органической краски для рисования геометрических узоров. Появившуюся позднее керамику Гила отличало использование асимметричных и иногда абстрактных фигур. Некоторые из рисунков оформления включали изображения змей, ящериц, попугаев, звезд, Солнца и глаз. Многие из этих рисунков дублировались петроглифами. Если первые два стиля керамики Саладо специализировались на чашах, то третий стиль, Тонто, отличает помимо чаш, производство низких кувшинов и широких горшков, а также окраска наружных стенок сосудов. Было развито искусство лозоплетения: об этом говорят находки сандалий, плетёных из волокна юкки и агавы, а также корзин. Среди орудий преобладают костяные.

## Экология
Через бассейн Тонто протекает Солёная река (Рио-Саладо). Эта река в достаточной мере обеспечивала жителей культуры Саладо водой для земледелия и скотоводства. Около 1330 года в результате изменения климата долина стала более сухой, уровень осадков упал. В настоящее время в регионе произрастают меските, аризонский орех, платан, кактусы и суккуленты — карнегия, цилиндропунция, опунция, агава и жожоба; дуб, можжевельник, сосны — пиньон и жёлтая сосна; водятся такие животные, как олени, кролики, перепелки и др.